# 下杜普萊克
下杜普萊克（斯洛維尼亞語： 發音：[ˈspoːdnji ˈduːplɛk]）是斯洛維尼亞東北部杜普莱克市镇的聚居地及其行政中心。它位於馬里博爾東南部的德拉瓦河左岸。當地是下施蒂里亞傳統地區的一部分，現在包括在波德拉夫統計區。
在聚居地中心的十字路口有一座新巴洛克風格的教堂，其歷史可追溯至1860年。

## 外部連結
- Spodnji Duplek at Geopedia （页面存档备份，存于）